# Кустанайская улица (Москва)
Кустана́йская улица (до 3 января 1977 года — проектируемый проезд № 5394)— улица в Южном административном округе города Москвы на территории района Зябликово.

## Расположение
Кустанайская улица начинается от Шипиловской улицы и заканчивается переходом в Ореховый бульвар.

## Происхождение названия
Названа в 1977 году по казахстанскому городу Кустанай (основан в 1879 году переселенцами из Поволжья) в связи с расположением улицы на юге Москвы.

## Примечательные здания и сооружения

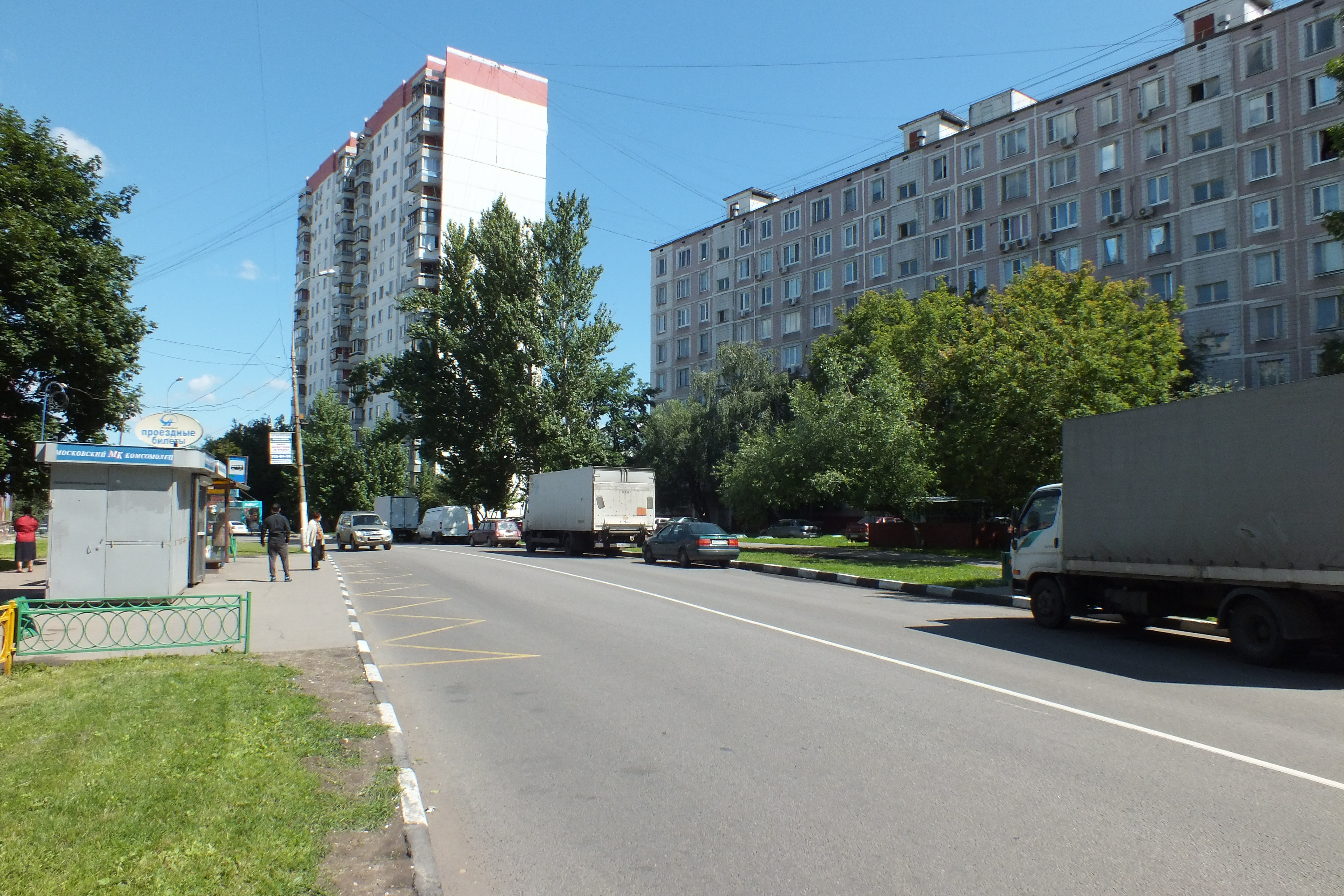
Середина Кустанайской улицы. Впереди на фото — дом 3, корпус 1; справа — дом 9, к.1

### по нечётной стороне
- Дом 1/62 — энергонадзор Зябликово № 127.
- Дом 3, корпус 2 — ЮАО Зябликово (региональные органы власти), ЮАО Зябликово Инженерная служба ОДС-107 и др.
- Дом 5, корпус 4 — ветеринарная клиника «Близнецы-Юг», VIP-сауна «Жемчужина», магазин продуктов «Петаса», аптека «Софитель» и др.
- Дом 9, корпус 1 — ателье по пошиву одежды, ремонт обуви, ремонт швейных машин.
- Дом 9, корпус 2 — детский сад № 1696.
- Дом 11, корпус 1 — парикмахерская «Аргус НЗ».

### по чётной стороне
- Дом 2, корпус 2 — детский сад № 40.
- Дом 2, корпус 3 — частная школа «Классика»
- Дом 6 — торговый центр «Столица», магазин «Перекрёсток», Юниаструм банк (банкомат).
- Дом 10 — почтовое отделение № 580-115580, «Доброе дело», «Мастер плюс» (оба — ремонт вещей).
- Дом 10, корпус 2 — школа № 980 с лицейскими классами.
- Дом 14, корпус 1 — Российско-Балканское информационно-экономическое агентство.
- Дом 14, корпус 2 — детский сад № 2374.
- Дом 14, корпус 3 — детский сад № 1309 (комбинированного вида, логопедический).

## Транспорт

### Метро
Ближайшие станции метро:
- «Красногвардейская» — в 450 м на запад от пересечения с Ореховым бульваром.
- «Зябликово» — на запад от пересечения с улицей Мусы Джалиля.
- «Шипиловская» — в 420 м на запад от пересечения с улицей Мусы Джалиля.

### Автобусные маршруты
- м78 — станция метро «Орехово» — станция метро «Выхино».
- с819 — «Каширское шоссе (МКАД)» — станция метро «Красногвардейская».